# قلاموساوية
القلاموساوية أو النخيل القصبي أو نخيل الرتان (الاسم العلمي: Calameae) هي قبيلة من النباتات تتبع فصيلة الفوفلية من الرتبة الفوفليات.

## أجناس القلاموساوية
- القلاموس
- السالاكة
- نخل الرافية